# Antoni Millàs i Figuerola

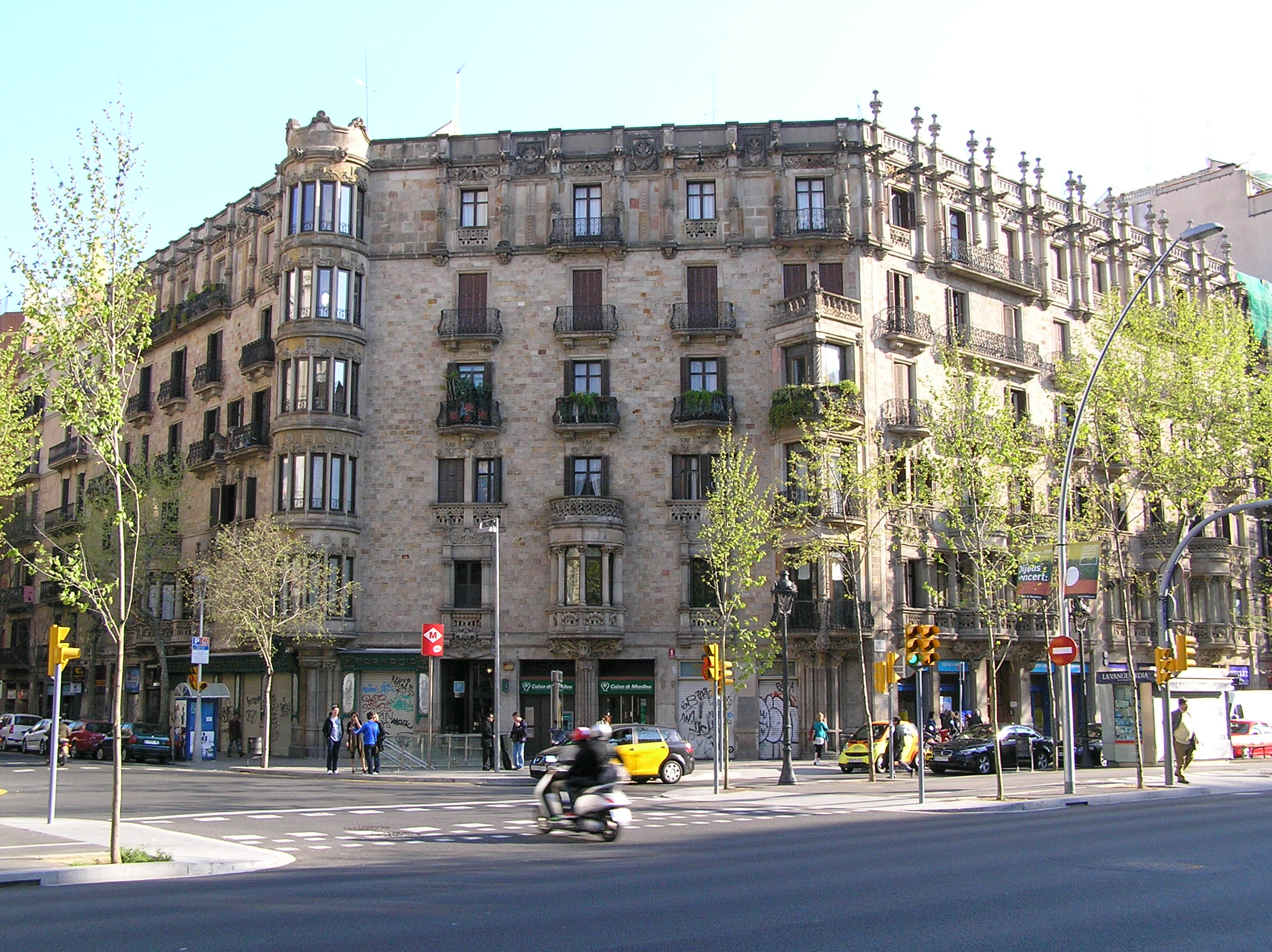
Cases Francesc Farreras, mit der Farmàcia Mestre, in Barcelona (Gran Via Ecke Carrer Villarroel)

Antoni Millàs i Figuerola (* 1862 in L’Hospitalet de Llobregat; † 1939 in Barcelona) war ein katalanischer Architekt des Modernisme.

## Biografische Daten
Antoni Milàs studierte in Barcelona und erhielt seinen Titel als Architekt im Jahr 1888. Schon früh entwickelte er einen Architekturstil, der den katalanischen Modernisme mit eklektizistischen Elementen verband. Herausragendes Beispiel dafür ist die Casa Francesc Farreras (1902, auch Conjunt de tres edificis genannt), einer Gruppe von drei Häusern mit einer Fassade aus Sandstein vom Montjuïc, reich geschmückten mit diversen Erkern, Balkonen und floralen Mustern. Interessant ist die asymmetrische Eckfassade, mit einem turmartigen Runderker an der linken, und einem kleineren dreieckigen Erker an der rechten Ecke. Im Erdgeschoss befindet sich die gut erhaltene Farmàcia Mestre, eine der größten Apotheken des Modernisme in Barcelona. Interessant ist auch die Casa Maldonado (oder Casa Ferrer Cuyàs, 1914), ausgestattet mit einem turmartigen Erker, der ein Geschoss über die Dachkante hinausragt, und einem Mosaikfries im letzten Geschoss von Lluís Brú i i Salelles. 1911 entwarf er einen Stadtentwicklungsplan für das Artigas-Viertel in Badalona.

## Werke
Wichtigste Werke in Barcelona:
- Wohnhaus, Carrer de Aribau 69–71 (1897, eklektizistisch)
- Gebäude der Straßenbahngesellschaft, Ronda de Sant Pau 43–45 (1897; 1917 und 1952 verändert)
- Casa Paula Serrallonga i Antonia Carrera, Carrer de Mallorca 408 (1899, eklektizistisch)
- Casa Farreras (heute Casa Iglesias), Carrer de Mallorca 284 (1899-1900, der Aufzug wurde 1913 von Josep Maria Jujol errichtet.)
- Cases Francesc Farreras (conjunt de tres edificis), Carrer de Villarroel 49–51 / Gran Via de les Corts Catalanes, 536-542 (1902)
- Farmàcia Mestre (Apotheke) in der Casa Francesc Farreras (1902)
- Casa Agustín Valentín, Carrer de Sant Pere Més Alt 13 (1906)
- Cases Leandro Bou, Carrer de Pau Claris 154–156 (1906–1907)
- Casa Jaume Massó, Carrer de Sants 250–252 (1909)
- Cases Josefa Orpí Almirall, Avinguda Tibidabo 9, 11, 13 (1910)
- Cases Pascual i Cia, Carrer de Aribau 175–177 (1911–1913)
- Casa Maldonado (Casa Ferrer Cuyàs), Carrer d’Aribau 179 / Carrer de Londres 100 (1914, mit einem Mosaikfries von Lluís Brú i Salelles)
- Casa Ricart, Avinguda de la República Argentina 1 (1925, és la seu de l’Institut de Musicologia Josep Ricart i Matas)
- 18 Einfamilien-Reihenjäuser, Passatge de l’arquitecte Millàs (1928)
- Cotxeres de Sants (Busgarage in Sants), Carrer de Sants 79–81 (1929)

## Bildergalerie

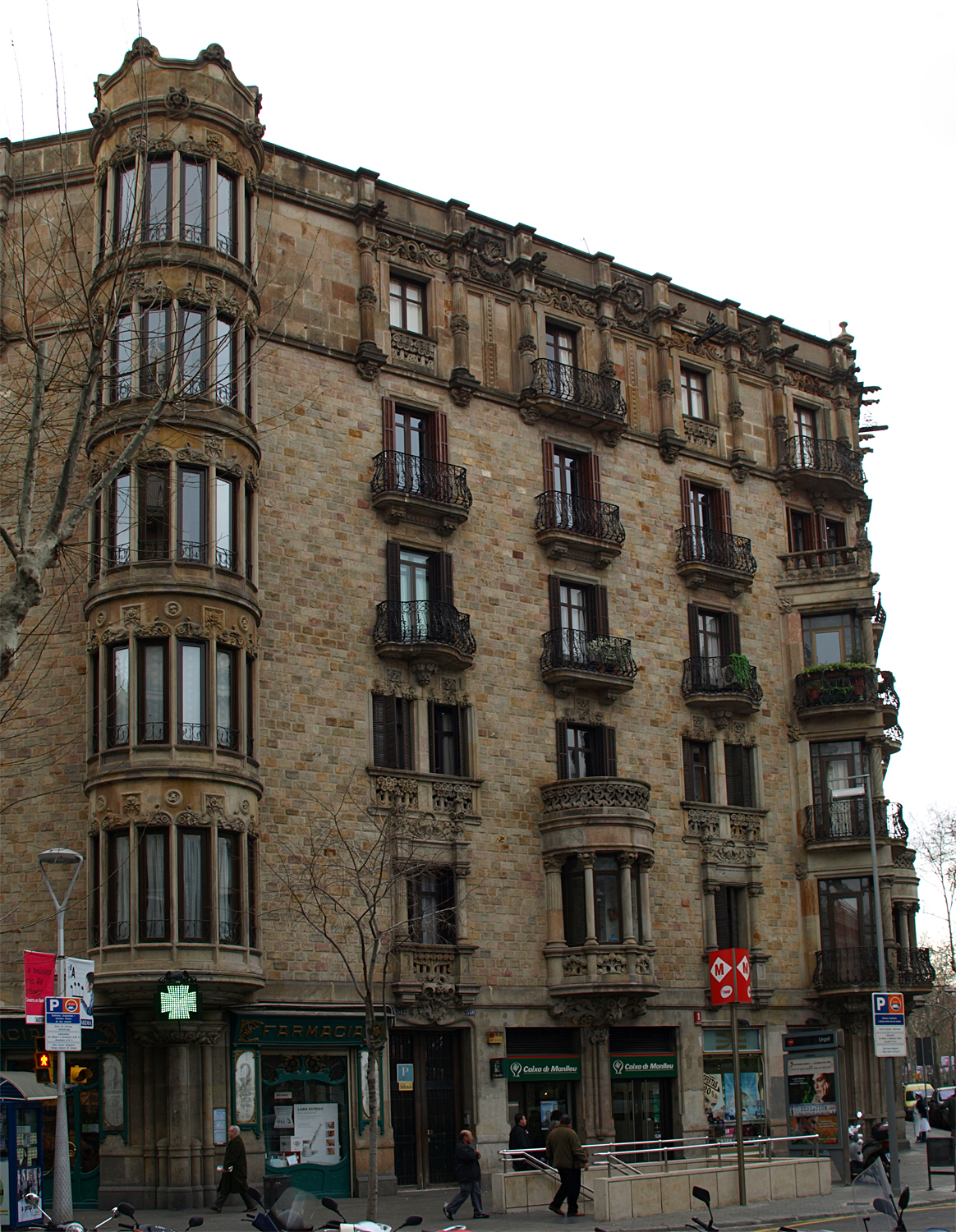
Casa Francesc Farreras
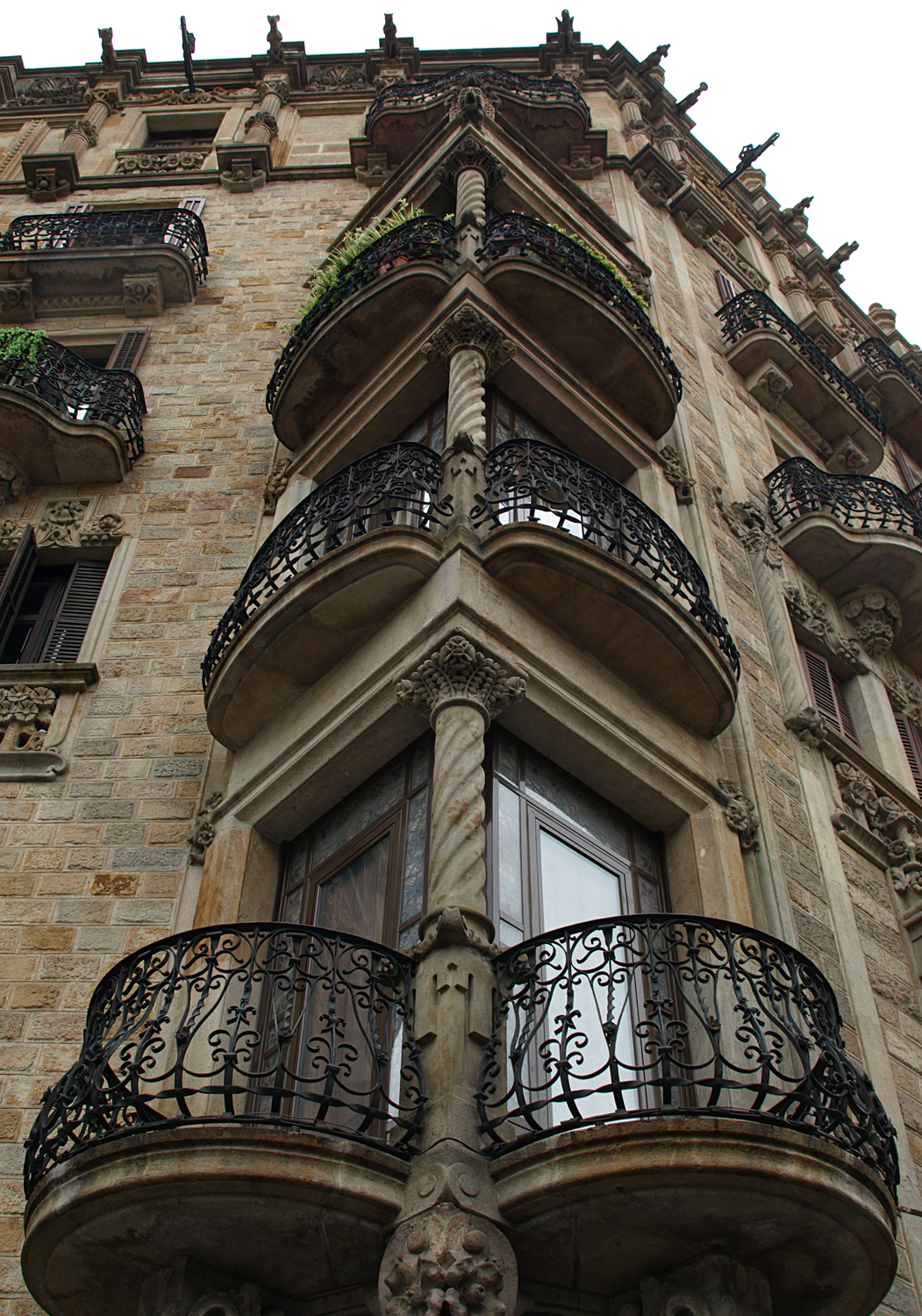
Casa Francesc Farreras
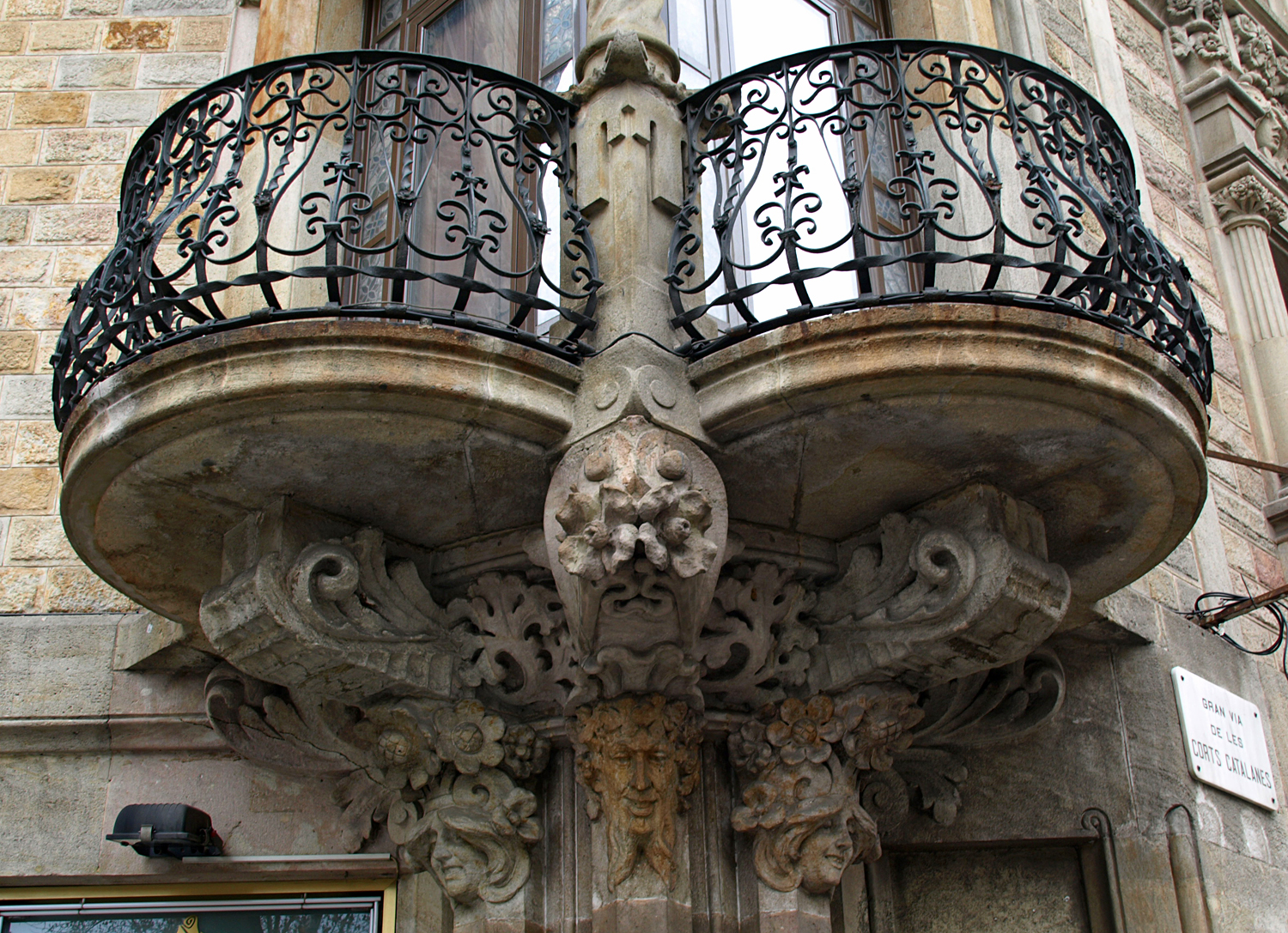
Casa Francesc Farreras
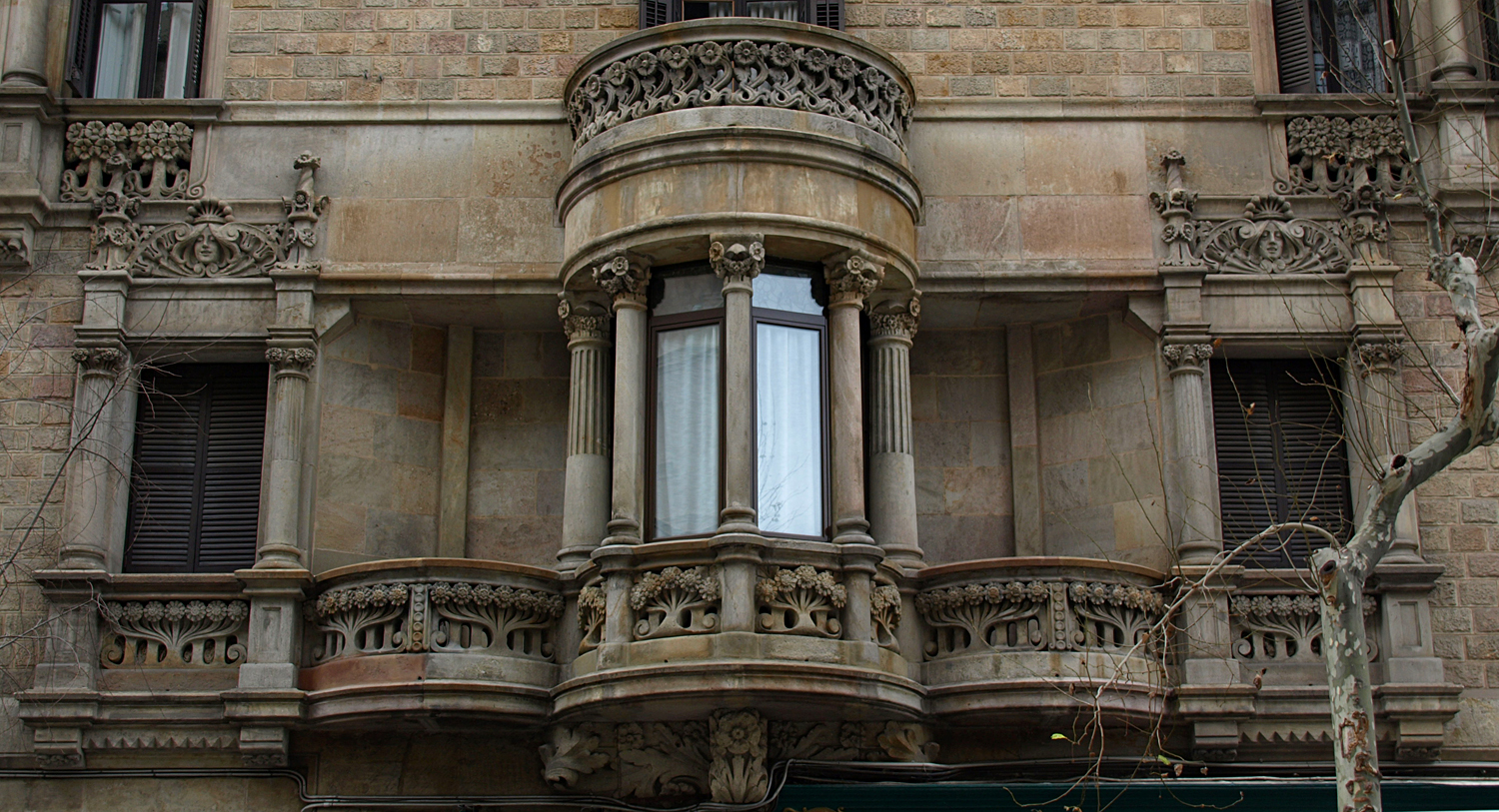
Casa Francesc Farreras
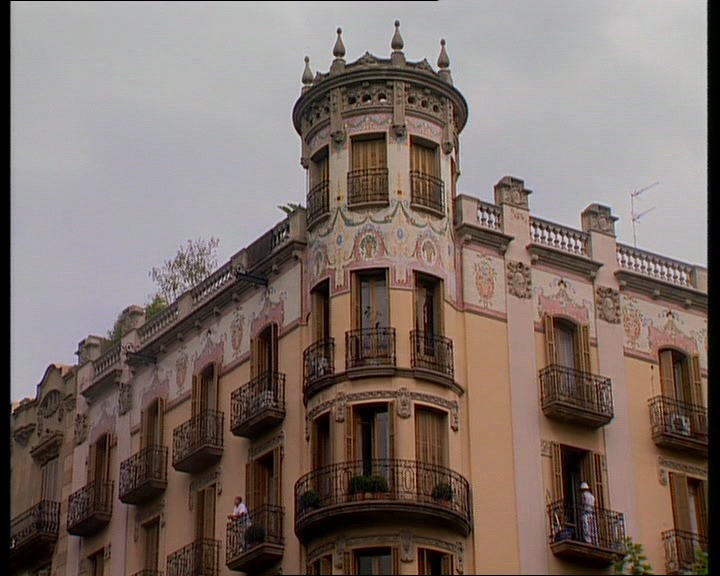
Casa Maldonado, Mosaike von Lluís Brú i Salelles
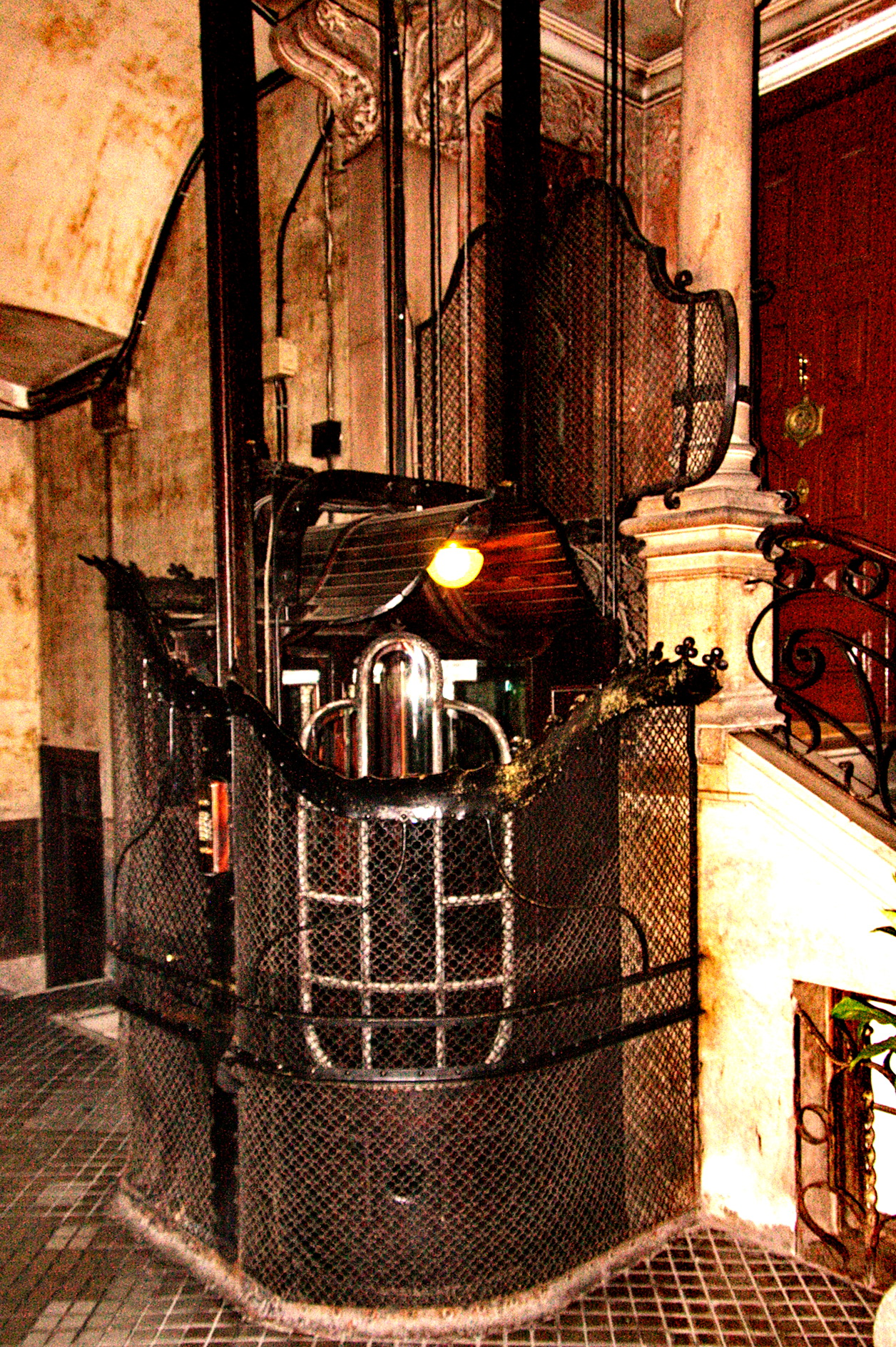
Casa Farreras (Casa Iglesias), Eingangshalle mit Aufzug von Josep Maria Jujol